# Dallara SF19
El Dallara SF19 es un monoplaza de carreras desarrollado por el fabricante italiano Dallara, esto para que se usara en el Campeonato de Super Fórmula Japonesa. El chasis reemplazó al Dallara SF14 como el chasis principal utilizado en Super Formula. 
A lo largo de su producción, fue el único monoplaza utilizado en el campeonato japonés, sin embargo, una guerra de desarrollo de motores entre Honda y Toyota puede crear una gran diferencia de rendimiento significativa entre los modelos con diferentes motores.

## Historia
El monoplaza se presentó en octubre de 2017, en el circuito de Suzuka, y fue el único admitido en el campeonato Super Fórmula para que a partir de la temporada 2019 fuera usado.
La primera carrera del monoplaza tuvo lugar en junio de 2018, en el Autodromo Riccardo Paletti en Varano de' Melegari, Italia, con el piloto japonés Tomoki Nojiri a la cabeza. El piloto completó 71 vueltas y también logró un récord de pista de 57 segundos, dos segundos más rápido que el límite anterior establecido por un LMP1. 
Los primeros dos monoplazas producidos fueron luego enviados a Japón, para pruebas en Fuji Speedway. Nojiri, completó 129 vueltas en dos días, aunque sólo en el segundo día pudo montar neumáticos de seco tras la lluvia del primer día. El tiempo obtenido fue de 1'26"173, el tiempo fue dos segundos inferior a la pole position de 2017, obtenida del SF14.

## Especificaciones
El monoplaza, en comparación con el SF14, se basa en un mayor uso de la carga aerodinámica generada por el suelo, cambiando el equilibrio de las alas al efecto suelo, para aumentar las posibilidades de adelantamiento. La apariencia es más similar a los monoplazas de Fórmula 1, con una aleta en el capó y los pontones más pronunciados. El Halo no está previsto en el proyecto original del monoplazas, pero Dallara estudio la posibilidad de su presencia, introduciéndolo tiempo después al monoplaza.
Los motores Honda y Toyota se derivan de los utilizados en la Super GT y tienen una cilindrada de 2.0 litros, con limitador de combustible y sistema push to pass.